# 조형진
형진 (1984년 1월 4일 ~ )은 대한민국의 가수이다.

## 음반

### 싱글 음반
- 《불청객》 (2010년)

더 블랙
- 《Cry (외쳐본다)》 (2013년)
- 《아니야》 (2014년)
- 《오늘도 그날 그시간 이야》 (2014년)
- 《니 생각이 나 (아주 잠깐 빼고)》 (2015년)
- 《Blowin' My Mind》 (2015년)
- 《Uptown Girl》 (2015년)
- 《THE BLACK》(2016년)